# Cases de Sotos
Cases de Sotos (en castellà i oficialment, Casas de Sotos) és una pedania del municipi valencià de Requena (Plana d'Utiel-Requena). El 2015 tenia 19 habitants.
Situada als contraforts de la serra de Martés, a l'oest d'aquesta formació muntanyosa. La pedania de Los Pedrones, a menys de dos quilòmetres, és el nucli de població més proper de certa importància. També és a prop el nucli de La Cabezuela, un llogaret que pertany a Cortes de Pallars (Vall de Cofrents). S'hi arriba des de Requena per la carretera nacional N-330, que arrenca d'El Pontón. Una vegada s'ha entrat a Los Pedrones, cal desviar-se per la CV-433.
Es tracta d'un dels llogarets més petits de Requena i té unes 40 cases, de les quals només 8 estan ocupades de manera permanent; la resta s'ocupen els caps de setmana i durant les vacances. No disposa de serveis ni de comerços.